# Vadosfa
Vadosfa is een plaats (község) en gemeente in het Hongaarse comitaat Győr-Moson-Sopron. Vadosfa telt 81 inwoners (2001).